# Mopar

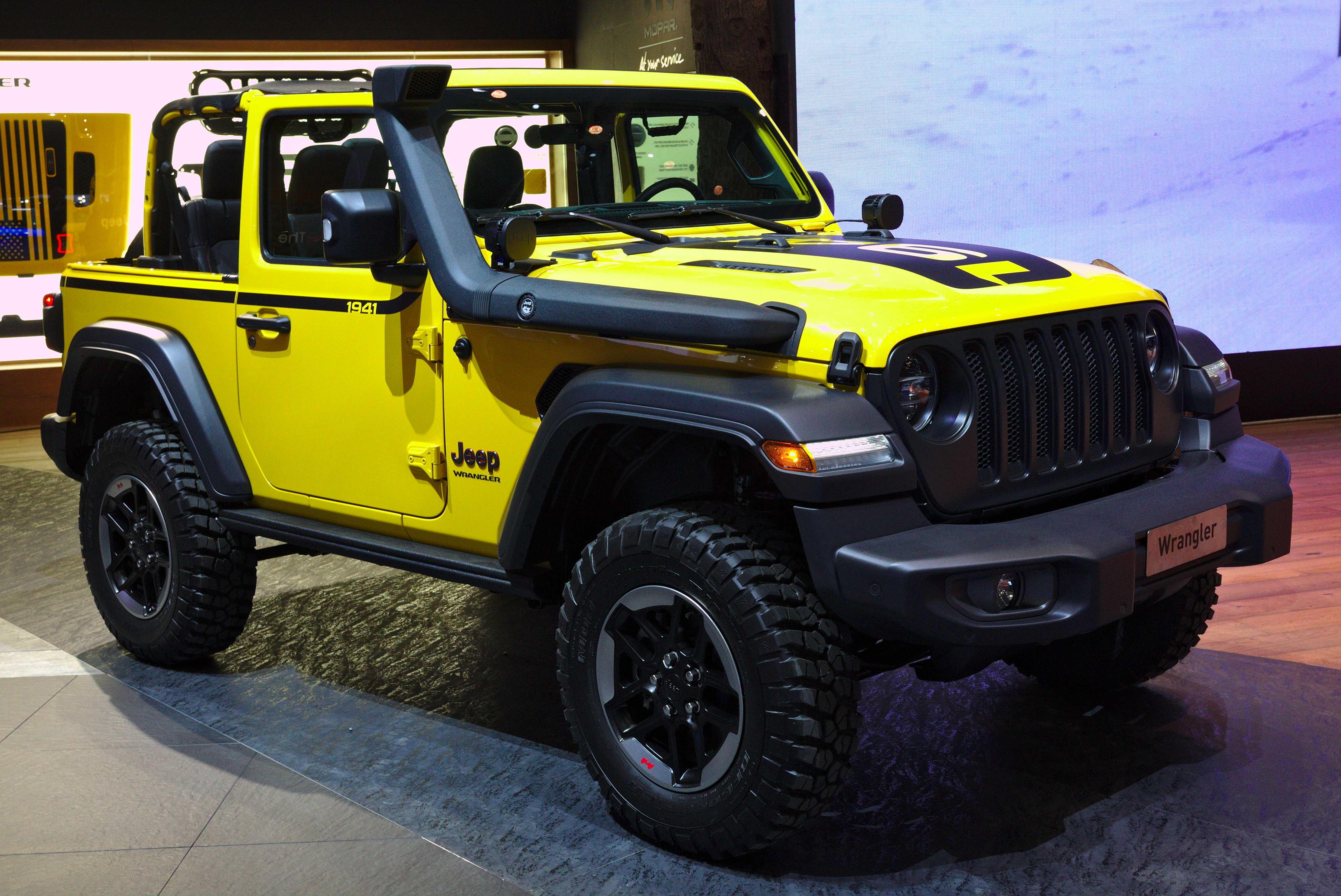
Jeep Wrangler mit Anbauteilen von Mopar auf dem Genfer Auto-Salon 2019

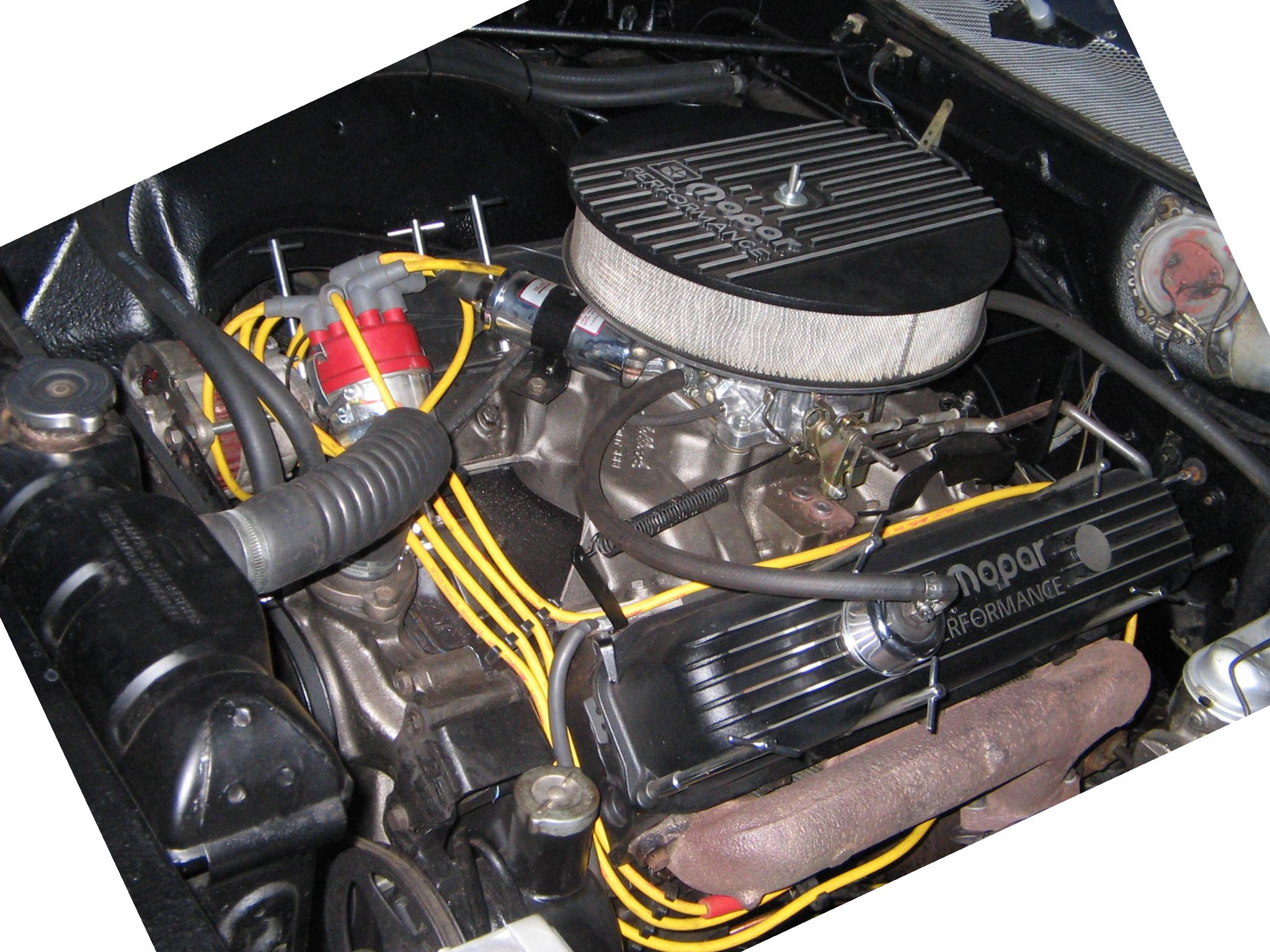
V8-Motor mit Mopar-Ventildeckel und -Luftfiltergehäuse

Mopar ist ein Automobilzulieferer des Automobilkonzerns Stellantis. Das im Englischen für „Motorteile“ (Motor parts) stehende Kofferwort bezeichnete ursprünglich ein von dem Automobilhersteller Chrysler gegründetes Unternehmen, welches exklusiv die Teileversorgung der Chrysler zugehörigen Fahrzeugmarken übernehmen sollte. Heute produziert Mopar auch für andere Unternehmen sowie Teile für Fahrzeugtuning und Motorsport.

## Geschichte
Ende der 1920er Jahre beinhaltete der Chrysler-Konzern vier Automobilmarken: Chrysler (einschließlich der Top-Modelle Imperial), Plymouth, DeSoto und seit 1928 auch Dodge (Imperial wurde erst ab 1955 als eigene Marke geführt). Um Kosten zu sparen, sollten sich die verschiedenen Fahrzeugmodelle bestimmte Teile und Baugruppen teilen, vor allem die Motoren sollten herstellerübergreifend angeglichen werden. Dazu wurde 1929 die Chrysler Motor Parts Corporation gegründet, ein zentraler Lieferant für Ersatzteile, welche von allen Tochterunternehmen benötigt wurden; später wurde offiziell die Kurzform „MoPar“ eingeführt.
In den 1950er Jahren übernahm Mopar die Entwicklung und den Aufbau von Rennfahrzeugen, mit besonderem Augenmerk auf die NASCAR-Rennserien und das Tuning der Serienmotoren von Chrysler. Als in den 1960er Jahren die Zeit der Muscle-Cars begann, bot Mopar als Ersatzteilsparte des Konzerns auch Tuningteile an, die bei den Vertragshändlern erworben werden konnten. Ursprünglich sollte der Name Mopar 1937 als Bezeichnung für eine Frostschutz-Produktlinie verwendet werden. Der Name blieb und entwickelte sich zur Bezeichnung für alles, was von Chrysler kam, ob Autos oder Teile. Freilich gelangte der Ausdruck erst später durch andere Produkte zur großen Beliebtheit. So wurde „Mopar“ langsam zum inoffiziellen Sammelbegriff aller Chrysler-Fahrzeugmodelle, die den Muscle-Cars zugerechnet werden, beispielsweise dem Dodge Charger, Plymouth Road Runner oder Dodge Challenger.
Später schlich sich in den USA dann „Mopar“ als inoffizieller Sammelbegriff für alle Kfz-Modelle des Chryslers-Konzerns ein; auf diese Weise wurden Verwechslungen vermieden, die „Chrysler“ als Begriff für den gesamten Konzern und als Name der Automarke „Chrysler“ mit sich bringen konnte. Somit ist in vielen Publikationen von Mopar-Fahrzeugen zu lesen, obwohl nie Fahrzeuge unter diesem Markennamen hergestellt wurden.
Ein verbreiteter Irrtum ist weiterhin, die Motoren des Konzerns wären ausschließlich von Mopar entwickelt und/oder hergestellt worden. Oft ist zum Beispiel von einem Mopar-Hemi-V8-Motor zu lesen. Fakt ist, dass Chrysler und Dodge die Motoren entwickelten und auch herstellten. Zeitweise waren sogar verschiedene Motoren gleichen Hubraums von beiden Herstellern auf dem Markt. Grund für die Verbreitung dieses Irrtums ist ebenfalls die Verwendung des Begriffs „Mopar“ statt (richtig) „Chrysler“ in der Firmengeschichte. Dies rührt wohl daher, dass der berühmte HEMI-Motor zunächst als Rennmotor etabliert und auch vom eigenen Rennteam genutzt wurde, bevor er schließlich in seiner klassischen Form als 426cui HEMI ab 1966 auch in Serienfahrzeugen erhältlich war.